# Chrysochus
Chrysochus är ett släkte av skalbaggar som beskrevs av Louis Alexandre Auguste Chevrolat 1837. Chrysochus ingår i familjen bladbaggar.
Kladogram enligt Catalogue of Life och Dyntaxa:
| Chrysochus | \| \| Chrysochus asclepiadeus \| \| \| \| \| \| Chrysochus auratus \| \| \| \| \| \| Chrysochus cobaltinus \| \| \| \| |
|            | \| \| Chrysochus asclepiadeus \| \| \| \| \| \| Chrysochus auratus \| \| \| \| \| \| Chrysochus cobaltinus \| \| \| \| |
|            | Chrysochus asclepiadeus                                                                                                |
|            | |
|            | Chrysochus auratus |
|            | |
|            | Chrysochus cobaltinus                                                                                                  |
|            | |

## Bildgalleri

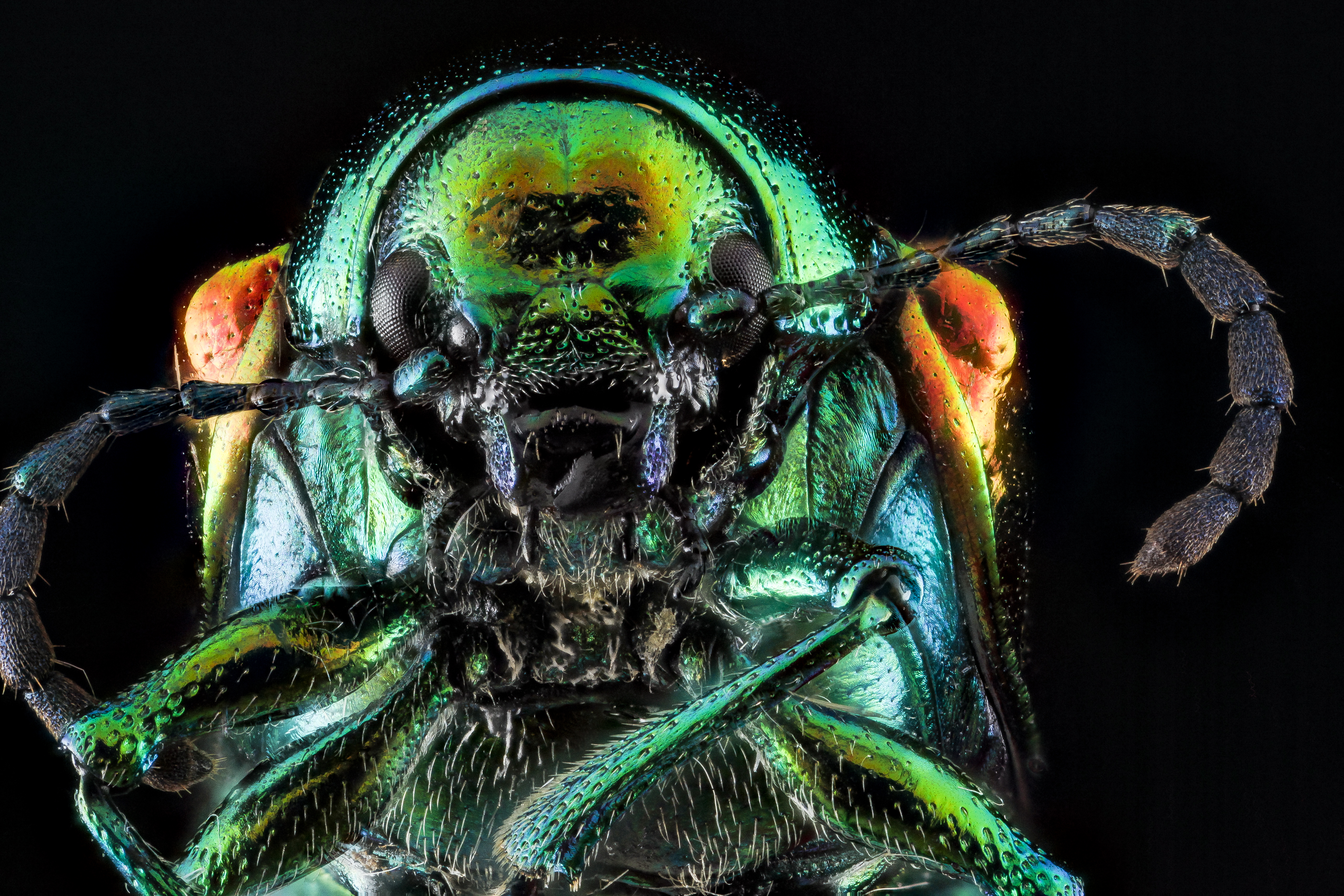
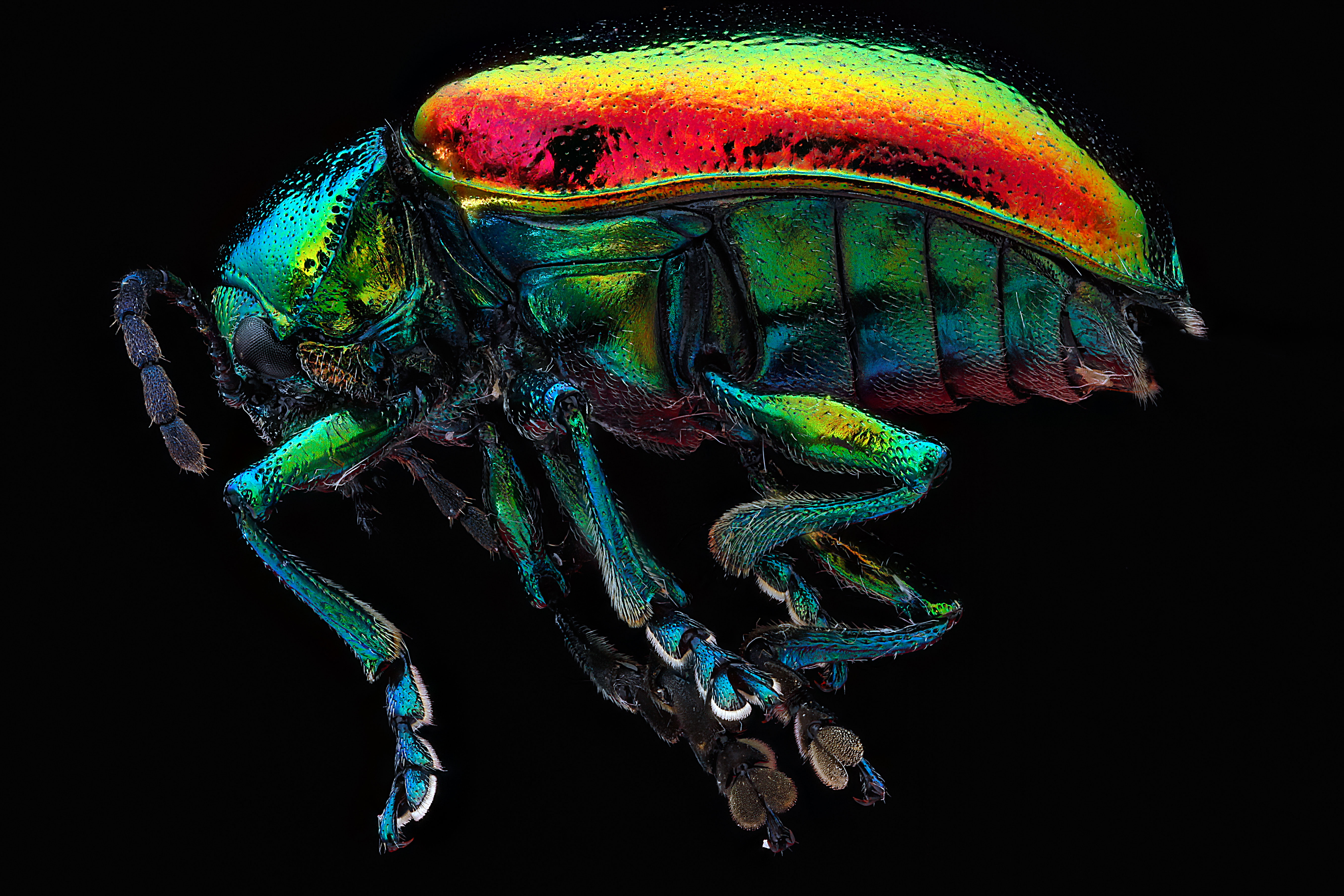
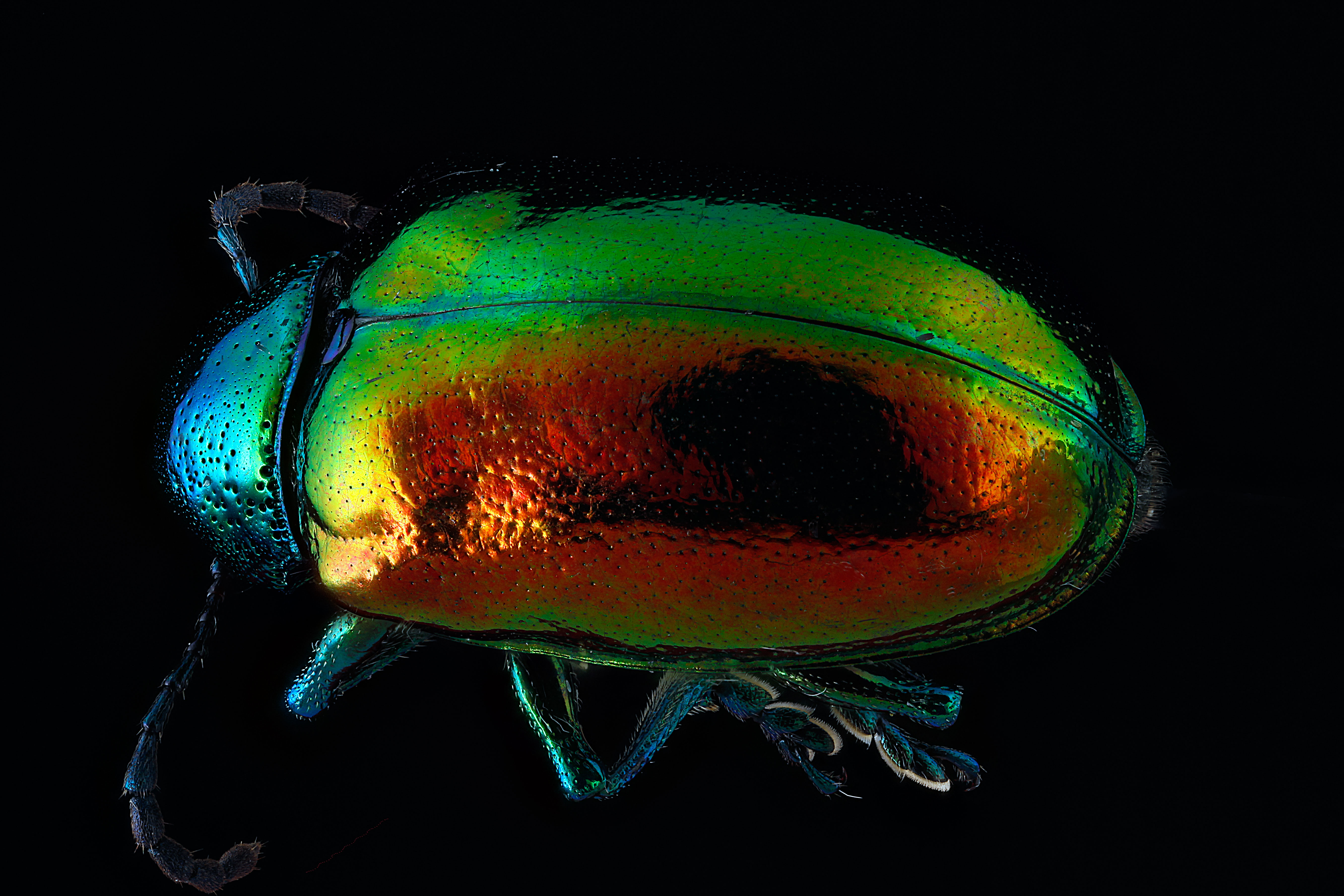
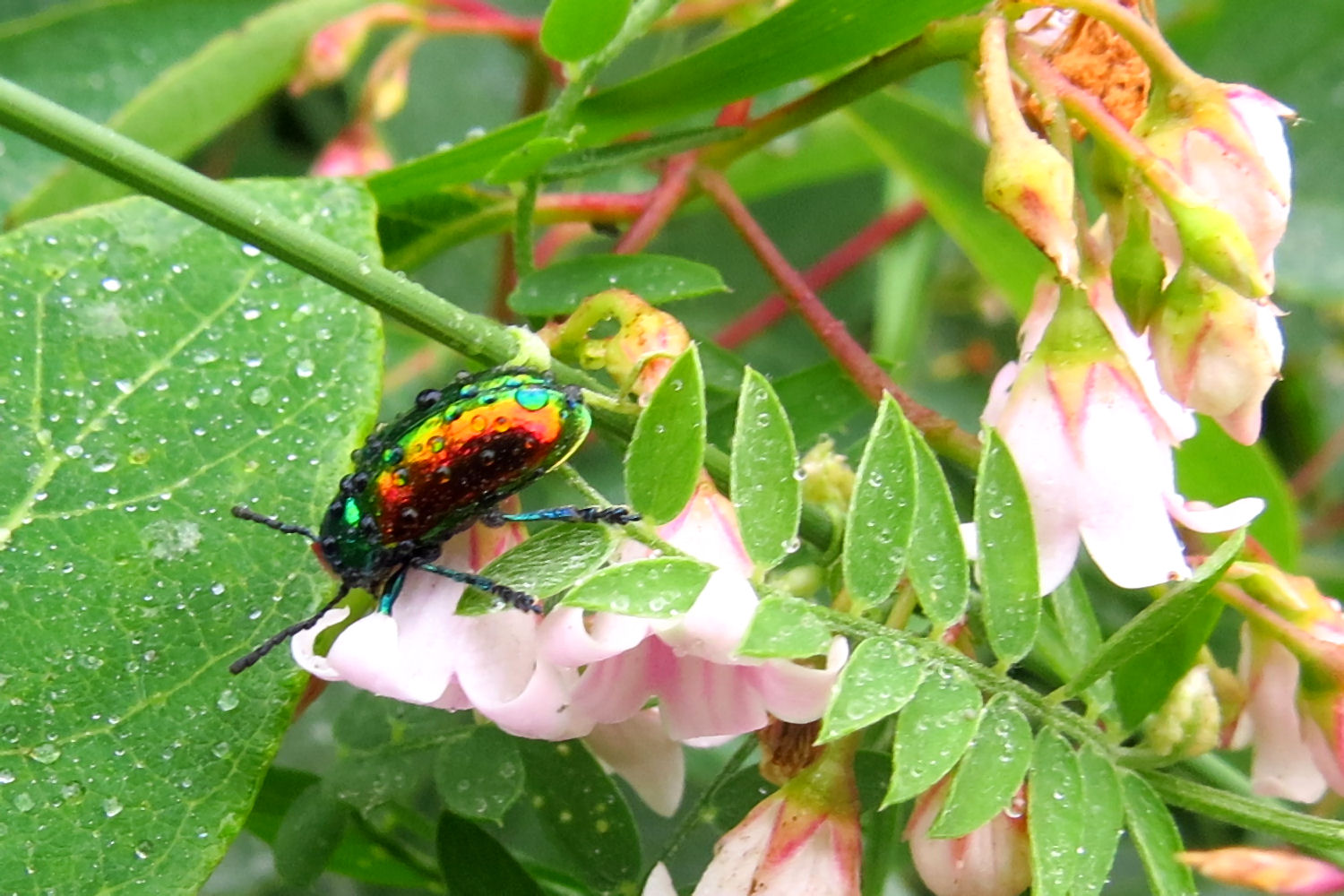
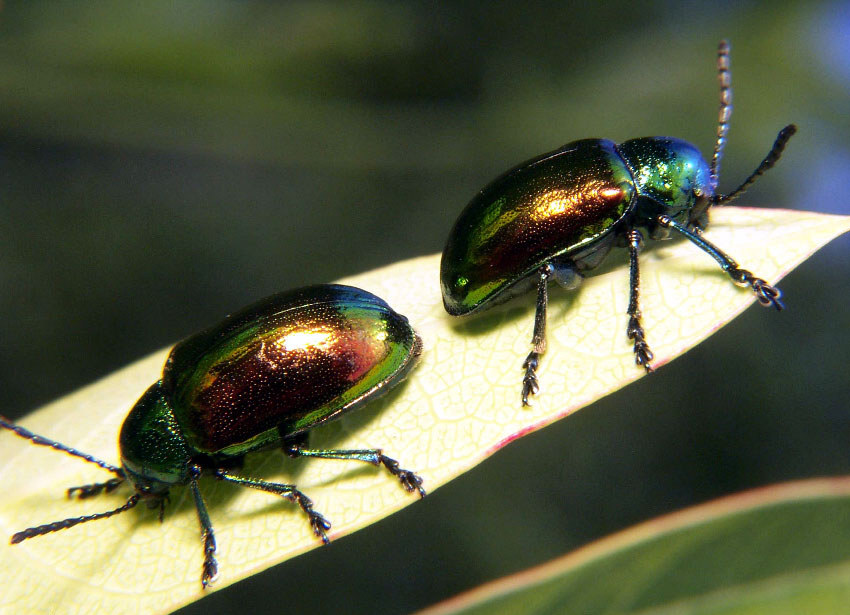
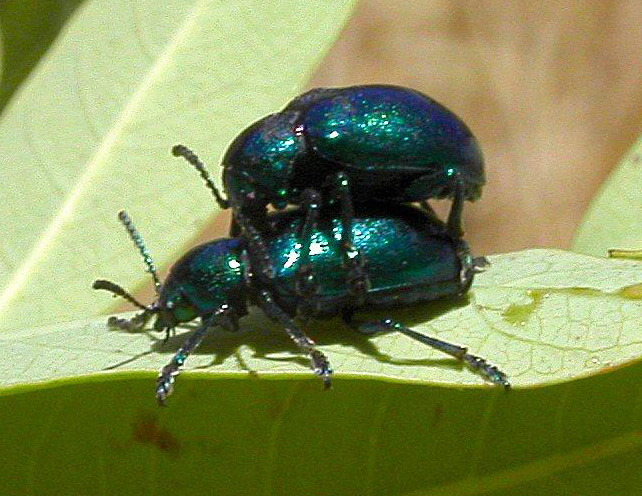